# LAPTM5
LAPTM5 (англ. Lysosomal protein transmembrane 5) – білок, який кодується однойменним геном, розташованим у людей на 1-й хромосомі. Довжина поліпептидного ланцюга білка становить 262 амінокислот, а молекулярна маса — 29 937.
| 10         |  | 20         |  | 30         |  | 40         |  | 50         |
| ---------- |  | ---------- |  | ---------- |  | ---------- |  | ---------- |
| MDPRLSTVRQ |  | TCCCFNVRIA |  | TTALAIYHVI |  | MSVLLFIEHS |  | VEVAHGKASC |
| KLSQMGYLRI |  | ADLISSFLLI |  | TMLFIISLSL |  | LIGVVKNREK |  | YLLPFLSLQI |
| MDYLLCLLTL |  | LGSYIELPAY |  | LKLASRSRAS |  | SSKFPLMTLQ |  | LLDFCLSILT |
| LCSSYMEVPT |  | YLNFKSMNHM |  | NYLPSQEDMP |  | HNQFIKMMII |  | FSIAFITVLI |
| FKVYMFKCVW |  | RCYRLIKCMN |  | SVEEKRNSKM |  | LQKVVLPSYE |  | EALSLPSKTP |
| EGGPAPPPYS |  | EV         |  |            |  |            |  |            |

A: Аланін

C: Цистеїн

D: Аспарагінова кислота

E: Глутамінова кислота

F: Фенілаланін

G: Гліцин

H: Гістидин

I: Ізолейцин

K: Лізин

L: Лейцин

M: Метіонін

N: Аспарагін

P: Пролін

Q: Глутамін

R: Аргінін

S: Серин

T: Треонін

V: Валін

W: Триптофан

Кодований геном білок за функцією належить до фосфопротеїнів. 
Задіяний у такому біологічному процесі, як транспорт. 
Локалізований у мембрані, лізосомі.